# Fidelis Ruppert
Fidelis Ruppert OSB (* 3. April 1938 in Plankstadt, Baden-Württemberg, als Gerhard Ruppert) ist Benediktinermönch und Autor. Von 1982 bis 2006 war er Abt der Abtei Münsterschwarzach am Main in Unterfranken.

## Leben
Am 3. April 1938 in Plankstadt bei Heidelberg als Gerhard Ruppert geboren, nach dem Abitur in Sasbach 1959 ins Kloster eingetreten, legte er 1963 die ewige Profess ab und wurde 1964 zum Priester geweiht. Seine Studien hatte er in Würzburg und der internationalen Ordenshochschule Sant’Anselmo in Rom absolviert und bei Alfons Auer in Würzburg wurde er zum Doktor der Theologie promoviert.
Von Abt Bonifaz Vogel wurde er 1979 zum Prior ernannt und am 5. November 1982 wählten ihn die Mönche zum 74. Abt von Münsterschwarzach (dem 4. Abt nach der Neugründung 1913); am 23. November 1982, dem Fest der Klosterpatronin, der heiligen Felizitas, empfing er durch Bischof Paul-Werner Scheele die Abtsbenediktion.
Gemäß seinem Wahlspruch „Ihr alle seid Brüder“ galt sein besonderes Augenmerk den Formen des gemeinschaftlichen Lebens im Kloster im Sinne des Ordensvaters Benedikt. Zahlreiche Baumaßnahmen bis hin zur Renovierung der Klosterkirche sowie strukturelle Maßnahmen im Klosterleben prägten seine Amtszeit. Im Jahre 2005 berief ihn Papst Benedikt XVI. in das Beratergremium der Bischofssynode in Rom, wo er spirituelle Aspekte des monastischen Lebens in die Diskussionen der Synode einbrachte.
Über 23 Jahre stand er der Klosterfamilie vor, bevor er am Aschermittwoch 2006 seinen Rücktritt ankündigte. Am 24. April 2006 – dem Gedenktag seines Namenspatrons, des heiligen Fidelis von Sigmaringen – trat von seinem Amt zurück. Nach der Wahl von Abt Michael Reepen zum 75. Abt verbrachte Pater Fidelis einige Monate bei den Mitbrüdern in afrikanischen Klöstern und kehrte im Januar 2007 in die Abtei zurück, wo er Aufgaben im Rahmen des Kursangebots übernahm. Für seine zahlreichen Verdienste weit über die Klostergrenzen hinaus zeichnete ihn die Diözese Würzburg mit der Liborius-Wagner-Medaille aus und Bundespräsident Horst Köhler verlieh ihm im März 2007 das Bundesverdienstkreuz am Bande.

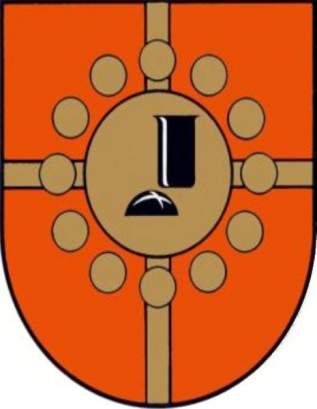
Abtswappen

## Abtswappen
Das Wappen verweist auf die Abendmahlsgemeinschaft, ist aber auch ein Symbol der Klostergemeinschaft: Brüderlichkeit, miteinander teilen.
Sein Wahlspruch lautet: Omnes vos fratres „Ihr seid alle Brüder“ Matthäusevangelium (Mt 23,8 ).

## Publikationen (Auswahl)
- mit Anselm Grün: Christus im Bruder. Benediktinische Nächsten- und Feindesliebe. Vier-Türme Verlag, Münsterschwarzach 2004, ISBN 978-3-87868-109-0.
- Geistlich kämpfen lernen. Benediktinische Lebenskunst für den Alltag. Vier-Türme Verlag, Münsterschwarzach 2012, ISBN 978-3-89680-812-7.
- Älter werden – weiterwachsen. Vier-Türme Verlag, Münsterschwarzach 2013, ISBN 978-3-89680-846-2.
- Gelassen im Trubel des Lebens. Mit Psalmen Kraft für den Alltag finden. Vier-Türme Verlag, Münsterschwarzach 2016, ISBN 978-3-7365-0011-2.